# نهائي كأس أوروبا 1974
نهائي كأس أوروبا 1974 هي مباراة كرة القدم أقيمت في ملعب الملك بودوان، في بروكسل في مايو 1974، هَزم فيها بايرن ميونخ الألماني نادي اتلتيكو مدريد الإسباني بنتيجة 4-0. وبهذا كان نادي بايرن ميونخ بطلاً للبطولة لأول مرة في تاريخه.